# Clematis pubescens
Clematis pubescens es una especie de liana de la familia de las ranunculáceas. Es originaria de Australia Occidental.

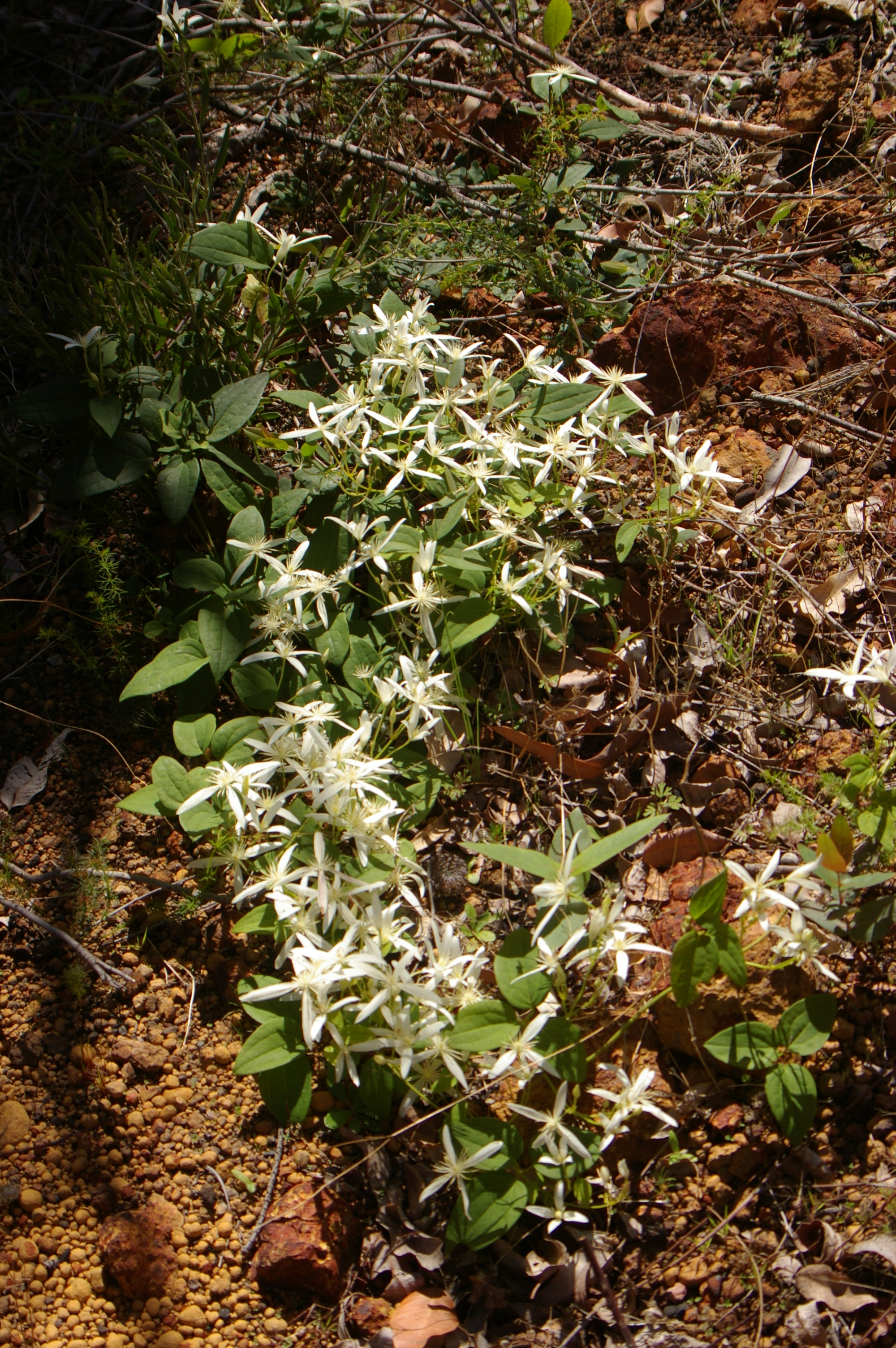
Vista de la planta en su hábitat

## Descripción
Es un arbusto trepador o bejuco leñoso, fuerte, dioico que alcanza un tamaño de 5 m de altura. Las flores de color blanco-crema, florecen desde mayo hasta noviembre en suelos arcillosos o arenosos de color marrón oscuro, en arena gris-blanca, grava, laterita, piedra caliza, granito. En los acantilados costeros, dunas costeras, colinas, valles y riberas de los ríos.

## Taxonomía
Clematis pubescens fue descrita por Hügel ex Endl. y publicado en Enumeratio plantarum quas in Novae Hollandiae ora austro-occidentali ad fluvium Cygnorum et in sinu Regis Georgii collegit Carolus Liber Baro de Hügel 1, en el año 1837.
Etimología
Clematis: nombre genérico que proviene del griego klɛmətis. (klématis) "planta que trepa".
pubescens: epíteto latino que significa "que llega a ser peluda".
Sinonimia
- Clematis aristata subsp. pubescens (Hügel ex Endl.) Kuntze	[5]
- Clematis gilbertiana Turcz.
- Clematis aristata f. oblongisepala Domin
- Clematis aristata f. elliptica Domin
- Clematis discolor Steud.
- Clematis cognata Steud.
- Clematis aristata var. breviappendiculata Kuntze
- Clematis aristata var. longiappendiculata Kuntze
- Clematis aristata var. occidentalis Benth.
- Clematis elliptica Endl.[6]